# Narsingarh (Tripura)
Narsingarh es una ciudad censal situada en el distrito de Tripura occidental en el estado de Tripura (India). Su población es de 7404 habitantes (2011). 

## Demografía
Según el censo de 2011 la población de Narsingarh era de 7404 habitantes, de los cuales 3895 eran hombres y 3509 eran mujeres. Narsingarh tiene una tasa media de alfabetización del 95,76%, superior a la media estatal del 87,22%: la alfabetización masculina es del 96,73%, y la alfabetización femenina del 94,67%.